# امنو، ایتالیا
امنو، ایتالیا (به ایتالیایی: Ameno, Italy) یک سکونتگاه مسکونی در ایتالیا است که در استان نووارا واقع شده‌است.

## خصوصیات
امنو ۱۰٫۰ کیلومترمربع مساحت و ۹۰۶ نفر جمعیت دارد و ۵۳۰ متر بالاتر از سطح دریا واقع شده‌است.